# Préfecture de Tacheng
La préfecture de Tacheng (chinois : 塔城地区 ; pinyin : tǎchéng dìqū ; ouïghour : تارباغاتاي ۋىلايىت / Tarbağatay Vilayiti ; kazakh : تارباعاتاي ايماعى / Тарбағатай аймағы / Tarbağatay aymağı) est une subdivision administrative de la Préfecture autonome kazakhe d'Ili, au nord de la région autonome ouïghour du Xinjiang en Chine.

## Climat
Le climat est de type continental sec. Les températures moyennes pour la ville de Tacheng vont d'environ −9 °C pour le mois le plus froid à +23 °C pour le mois le plus chaud, avec une moyenne annuelle de 7,5 °C, et la pluviométrie y est de 280 mm.

## Démographie
La population de la préfecture était estimée à 892 400 habitants en 2000.

## Subdivisions administratives
La préfecture de Tacheng exerce sa juridiction sur sept subdivisions - deux villes-districts, quatre xian et un xian autonome :
- la ville de Tacheng — 塔城市, tǎchéng shì ;
- la ville de Wusu — 乌苏市, wūsū shì ;
- le xian d'Emin — 额敏县, émǐn xiàn ;
- le xian de Shawan — 沙湾县, shāwān xiàn ;
- le xian de Toli — 托里县, tuōlǐ xiàn ;
- le xian de Yumin — 裕民县, yùmín xiàn ;
- Le xian autonome mongol de Hoboksar — 和布克赛尔蒙古自治县, hébùkèsài'ěr měnggǔ zìzhìxiàn.